# Xanthia postnigrescens
Xanthia postnigrescens là một loài bướm đêm trong họ Noctuidae.